# 巨人傳
『巨人傳』（きょじんでん）は、1938年（昭和13年）製作・公開、伊丹万作脚本・監督による日本の長篇劇映画である。新字体表記『巨人伝』。ヴィクトル・ユゴーの『レ・ミゼラブル』（1862年）を翻案して、伊丹自身が脚色したものであり、伊丹の最後の監督作である。

## 略歴・概要
片岡千恵蔵プロダクションでの監督デビュー以来のキャリアを経て、1937年（昭和12年）に京都のゼーオー・スタヂオ（のちの東宝映画京都撮影所、1941年閉鎖、現存せず）で、ドイツの映画作家、アーノルド・ファンクとの共同監督作『新しき土』、あるいは『故郷』、『権三と助十』を監督し、同年9月10日、同社は合併して東宝映画を設立、伊丹はピー・シー・エル映画製作所および写真化学研究所を前身とする東宝映画東京撮影所（現在の東宝スタジオ）に移り、そこで手がけた監督作が本作である。
日活京都撮影所からゼーオー・スタヂオ、東宝映画京都撮影所と移籍して来た大河内傳次郎を主演に、伊丹の『新しき土』に主演した原節子、当時満17歳が引き続き出演している。佐山亮は、東京美術学校（現在の東京藝術大学美術学部）、太平洋美術学校（現在の太平洋画会研究所）を経て、当時満27歳にして新人として同撮影所に入社、清家龍馬役に抜擢されて映画界にデビューした。新協劇団から、滝沢修、伊達信、島田敬一、中村栄二の4人がゲスト出演しており、とくに島田は、本作が映画初出演であった。当時同劇団に所属していた浜村純が、ノンクレジットでエキストラ出演しているという。
『レ・ミゼラブル』を下敷きに西南戦争に至る物語を描く本作は、「大河内傳次郎東上第一回超大作」と銘打って公開されたが、評判は芳しくなかったという。大西巨人によれば、本作の公開時に劇場で観て、佐山演じる龍馬が原演じる千代の家を訪れるシーンが印象に残ったという。本作を終えてからの伊丹は胸を病み、7年間、病床に就くことになる。伊丹は「『新しき土』ののち、東宝で、二倍の時間と労力を費し、私は一年間の精力を意味なく浪費した」と述懐している。本作の公開当時には満38歳だったが、生前には稲垣浩が監督した『無法松の一生』（1943年）の脚色を手がけたのみで、監督作としては本作を遺作に、1946年（昭和21年）9月21日に満46歳で死去した。
本作は、公開時と同一の127分尺の上映用プリントが現存しており、東京国立近代美術館フィルムセンターは、微妙に尺長の異なる2つの35mmフィルムの上映用プリントを所蔵している。

## スタッフ・作品データ
- 製作（製作者） : 森田信義
- 演出（監督） : 伊丹万作
- 脚本 : 伊丹万作
- 撮影 : 安本淳
- 装置 : 北猛夫
- 録音 : 片岡造[1][2]（道源勇二[3]）
- 音楽 : 飯田信夫
- 製作主任 : 石橋克巳、佐伯清

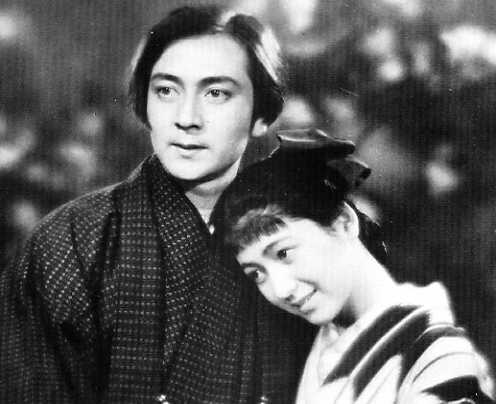
『巨人傳』のスチル写真。左・佐山亮、右・原節子。

- 上映時間（巻数 / メートル） : 127分（13巻 / 1,828メートル）
- フォーマット : 白黒映画 - スタンダードサイズ（1.37:1） - 24fps - モノラル録音
- 初回興行 : 有楽町・日本劇場

## キャスト
- 大河内傳次郎 - 三平・大沼氏・未決囚三吉（三役、ジャン・ヴァルジャン相当）

- 原節子 - 千代（コゼット相当）
- 堤真佐子 - お國（エポニーヌ相当）
- 片桐日名子 - 幼時の千代（幼時のコゼット相当）
- 佐山亮 - 清家龍馬（マリユス相当）
- 丸山定夫 - 曾我部弥次郎（ジャヴェール相当）
- 汐見洋 - 和尚（ミリエル司教相当）
- 小杉義男 - 鳴門屋の主人（テナルディエ相当）
- 御橋公 - 仙波老人（フォーシュルヴァン相当）
- 今泉啓 - 五郎
- 清川虹子 - お仙（テナルディエ夫人相当）
- 英百合子 - お筆（ファンティーヌ相当）
- 小坂信夫 - 熊吉
- 柳谷寛 - 安造
- 榊田敬二 - 寺男
- 伊達信（新協劇団） - 裁判長
- 島田敬一（新協劇団） - 検事
- 中村栄二（新協劇団） - 署長
- 滝沢修（新協劇団） - 清家老人